# Macrosiphoniella ludovicianae
Macrosiphoniella ludovicianae är en insektsart som först beskrevs av Oestlund 1886.  Macrosiphoniella ludovicianae ingår i släktet Macrosiphoniella och familjen långrörsbladlöss. Inga underarter finns listade i Catalogue of Life.